# Oktaazakuban
Oktaazakuban je hypotetický výbušný alotrop dusíku, se vzorcem N8, obsahující osm dusíkových atomů uspořádaných do tvaru krychle; strukturou se tak podobá kubanu.
Mělo by jít o metastabilní molekulu, která i přes termodynamickou nestálost v důsledku úhlového napětí a vysoké energie jednoduché vazby N–N zůstává v důsledku symetrie orbitalů kineticky stálou.

## Výbušnina a palivo
Oktaazakuban má hustotu energie (za předpokladu rozkladu na N2) 22,9 MJ/kg, více než pětinásobnou oproti ekvivalentu TNT (trinitrotoluenu). Byl tak (společně s jinými exotickými alotropy dusíku) navržen na využití jako výbušnina, a jako složka raketových paliv. Detonační rychlost byla předpovězena na 15 000 m/s, což je o 48,5 % více než u oktanitrokubanu, nejrychlejší známé nejaderné výbušniny.